# Ebenezer Howard
Sir Ebenezer Howard (* 29. Januar 1850 in London; † 1. Mai 1928 in Welwyn Garden City, Hertfordshire, England) war ein britischer Sozialreformer und Stadtplaner und gilt als der Erfinder der Gartenstadt.

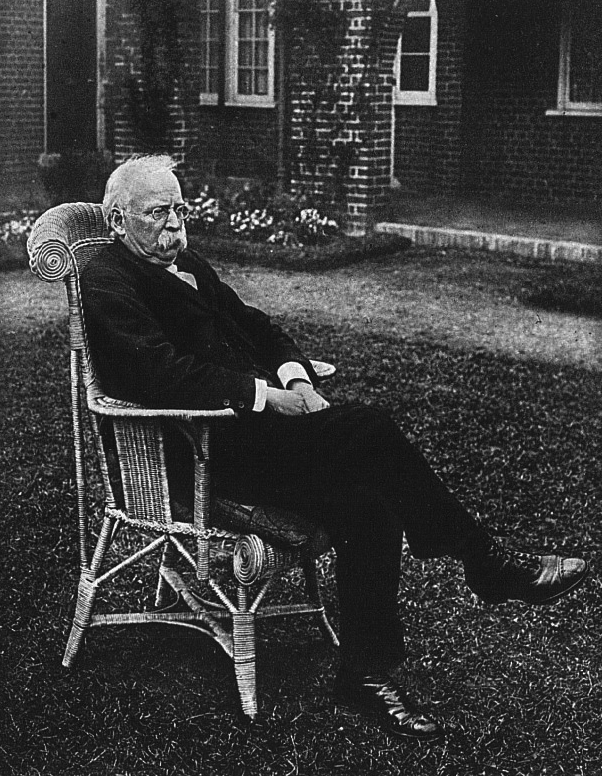
Ebenezer Howard, 1926

## Leben
Howard begann in London als Büroangestellter in der City und bildete sich zu einem begehrten Stenotypisten aus. Diesen Beruf übte er fast bis zu seinem Lebensende aus. Während eines Aufenthalts in den USA (1872 bis 1877) lernte er die Dichter Walt Whitman und Ralph Waldo Emerson kennen und bewundern. Howard begann über ein besseres Leben und dessen Verwirklichung nachzudenken.

## Leistungen

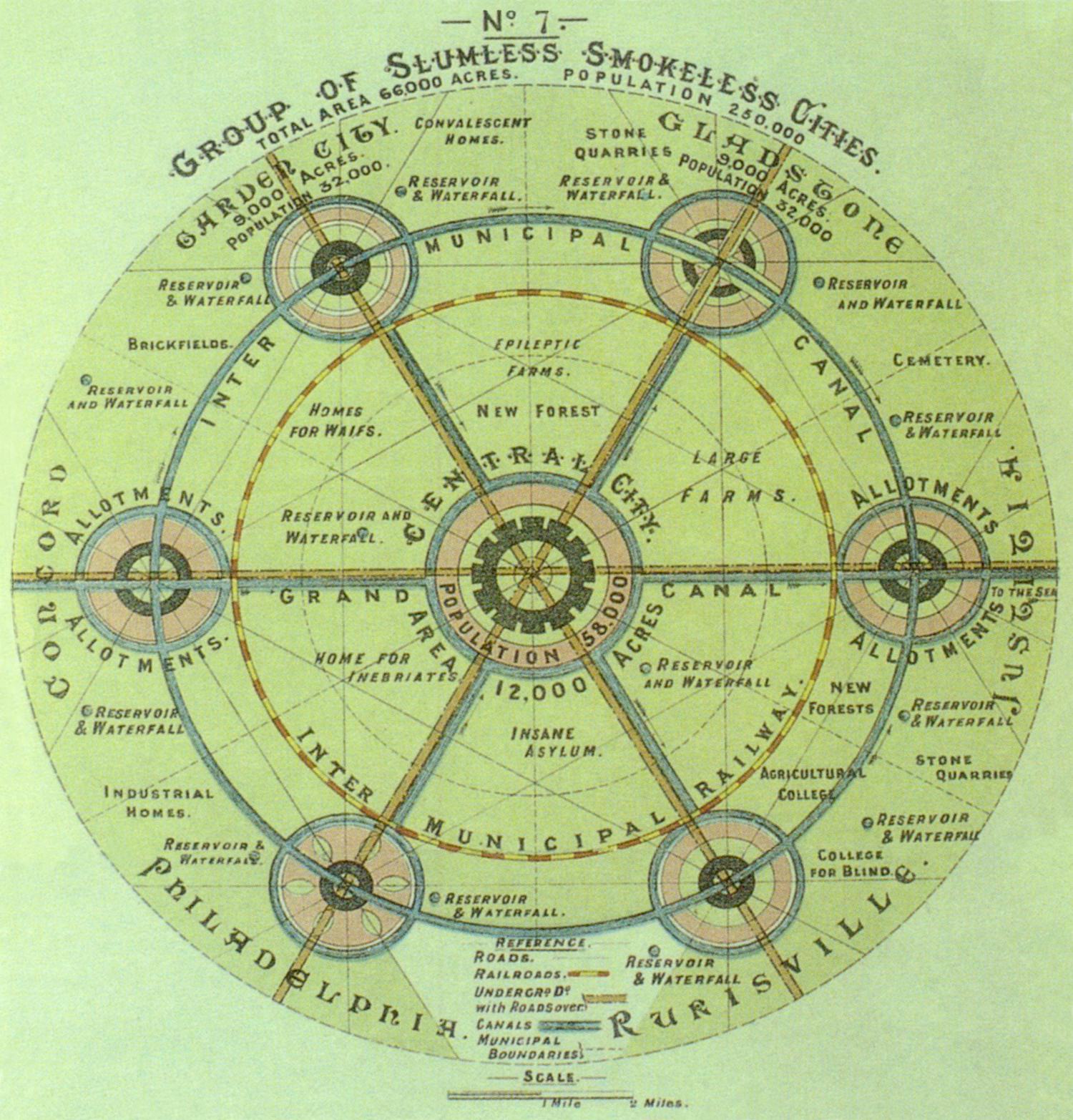
Garden City-Konzept von Ebenezer Howard, 1902: Wohnstädte sind ringförmig um die Kernstadt angeordnet und mit ihr sternförmig durch Straßen, Eisen- und U-Bahn vernetzt sowie untereinander ringförmig verbunden

1888 las er Edward Bellamys Utopie Looking Backward, deren Lektüre sein weiteres Leben bestimmen sollte. Sie regte den Briten zu der Idee der Gartenstadt an, die er 1898 in seinem zentralen Werk Tomorrow. A Peaceful Path to Real Reform (2. Auflage 1902 unter dem Titel Garden Cities of Tomorrow) darlegte. Der deutsche Autor Theodor Fritsch hatte 1896 unter dem Titel Die Stadt der Zukunft eine Schrift veröffentlicht, die markante Parallelen zu Howards Stadtplanungskonzept aufweist. Im Vorwort zur zweiten Auflage wirft dieser Howard auch unverhohlen Plagiat vor. Nach Aussage Howards sollte die Gartenstadt eine unabhängige Stadt, nicht nur ein Vorort, sein. Die Gartenstadt liegt nach Howards Konzeption mitten im Grünen und soll sowohl ländliche Wohnsiedlungen als auch Fabriken und alle kulturellen Annehmlichkeiten beherbergen. Howards Vorschläge gehen wesentlich weiter als das, was später vielfach in Deutschland als „Gartenstädte“ gebaut wurde: Seine Vorschläge waren nicht nur städtebaulicher Natur, sondern auch stark von sozialreformerischen Ideen geprägt: Grund und Boden der Gartenstädte sollte sich zur Vermeidung von Spekulation in gemeinschaftlichem Besitz befinden, Kapitalerträge sollten in die Gemeinschaftseinrichtungen fließen, die Mieten gering gehalten werden. Räumlich schwebte ihm ein System mehrerer Gartenstädte vor mit einer Zentralstadt von rund 58 000 Einwohnern und einem Ring kleinerer Gartenstädte mit je rund 32 000 Einwohnern. Das Wachstum der Städte sollten Grünzäsuren verhindern. Die Anlage der Gartenstädte selbst sind seinem Modell zufolge geprägt von ringartigen Wohngebieten um einen „Central Park“ als Mittelpunkt (radial-konzentrischer Typ). Hier befinden sich kulturelle Einrichtungen und der „Crystal Palace“ eine gedeckte Ladenpassage die ein Vorbild in dem von Joseph Paxton 1855 geplanten Great Victorian Way gehabt haben dürfte. Radiale Boulevards stellen die Verknüpfung der Mitte und der Wohngebiete mit der umgebenden Landschaft her, eine ringförmige, grüne „Grand Avenue“ unterbricht die Wohnringe. Außen befindet sich ein Gewerbegürtel  und die Eisenbahnlinie, die die Gartenstädte miteinander verbindet. Howard dachte die Garden City als dritten Pol und Ausgleich des Gegensatzes (Antagonismus)' von Stadt und Land, wie auch in seiner Bezeichnung „Town-Country“ deutlich wird. Dieses Gesamtkonzept im Gegensatz zum Stadtteil „Gartenstadt“ lässt sich unter dem Begriff „Stadt in der Landschaft“ zusammenfassen.
1899 wurde die Garden City Association gegründet. 1903 begann man mit der praktischen Umsetzung der Ideen: Nach Entwürfen von Barry Parker und Raymond Unwin wurde die Gartenstadt Letchworth errichtet. Diese beeinflusste nach dem Ersten Weltkrieg die Trabantenstädte (New Towns) Englands stark. Howard selbst war aber von Letchworth wenig überzeugt, die Siedlung war ihm zu „grün“ und mangelte seiner Meinung nach an städtischem Leben; die Siedlungsdichte blieb unter dem von ihm vorgeschlagenen Maß und der große, grüne Zentralplatz war keine echte städtische Mitte. Einen neuen Anlauf unternahm er mit der Gartenstadt Welwyn im Norden Londons. Welwyn entsprach eher seinen Vorstellungen. Hier lebte er selbst bis zu seinem Tod 1928.
In Deutschland wurde Howards Gartenstadtkonzept, vor allem in Hinblick auf die sozialreformerischen Ideen, am konsequentesten in der ersten deutschen Gartenstadt Hellerau, einem Vorort (heute Stadtteil) von Dresden, durchgesetzt. Howard besuchte Hellerau im Jahre 1912 und erklärte beeindruckt „Hellerau ist keine bloße Nachahmung der englischen Gartenstädte […] In Hellerau tritt deutlich das Bemühen hervor, den Menschen Heime in der Nähe ihrer Arbeitsstätten zu bauen und Arbeit in die Nähe ihrer Heimstätten zu bringen. Ich bekenne, daß mir in Hellerau sowohl die innere Einrichtung der Häuser als auch ihre Gruppierung sehr gefallen haben. Ich möchte noch hinzufügen, daß, obwohl wir viele Fabriken in Letchworth haben, keine einzige davon vom Standpunkt des Architekten annähernd so schön ist wie die Deutschen Werkstätten für Handwerkskunst in Hellerau.“

## Esperanto
Howard hat sich für die internationale Sprache Esperanto engagiert. Während des 3. Weltkongresses in Cambridge 1907 hat er etwa 600 Teilnehmer aus aller Welt begrüßt, die mit dem Zug angereist waren. Er erläuterte auf Esperanto das Konzept der Gartenstadt. Der Begründer des Esperanto, Ludwik Lejzer Zamenhof, wurde als besondere Ehre zu einer Fahrt in einem Automobil eingeladen und kam zu spät.
Howard sagte: „Esperanto und die Gartenstadt sind Wegbereiter einer neuen und besseren Umgebung - einer Umgebung von Frieden und Verständigung. [...] So wie Esperanto mehr und mehr akzeptiert wird, so wird sich auch der Gedanke der Gartenstadt verbreiten.“

## Werke
Howards Buch Tomorrow. A Peaceful Path to Real Reform wurde 1898 veröffentlicht. 1902 erschien die Neuauflage seines Buches unter dem Titel Garden Cities of Tomorrow. (Deutsch: Gartenstädte in Sicht, Jena: Diederichs 1907)
Im Jahr 1968 wurde es als Band 21 der Bauwelt Fundamente neu herausgegeben von Julius Posener (Hg.): Ebenezer Howard. Gartenstädte von morgen. Das Buch und seine Geschichte. Bauwelt Fundamente Band 21, Berlin Frankfurt/M. Wien: Ullstein, 1968

## Ehrungen
Howard wurde 1927 zum Knight Bachelor („Sir“) geschlagen.